# Juta kolorowa
Juta kolorowa, juta warzywna, juta długoowockowa, jarzychna warzywna, korchorus warzywny, ślaz żydowski (Corchorus olitorius L.) – gatunek rośliny zielnej należący do rodziny ślazowatych. Pochodzi z Indii i Pakistanu. Złoty liść juty znajduje się w uchwalonym w 1972 r. godle Bangladeszu.

## Morfologia
PokrójRoślina jednoroczna o wysokości do 3 m.
LiściePojedyncze, jajowatolancetowane, o ząbkowanych brzegach.
KwiatyNieduże, wyrastające po 2–3 w kątach liści. Mają 5-działkowy kielich, 5 żółtych płatków korony, 1 słupek i liczne pręciki.
OwoceTorebka o długości do 6 cm.

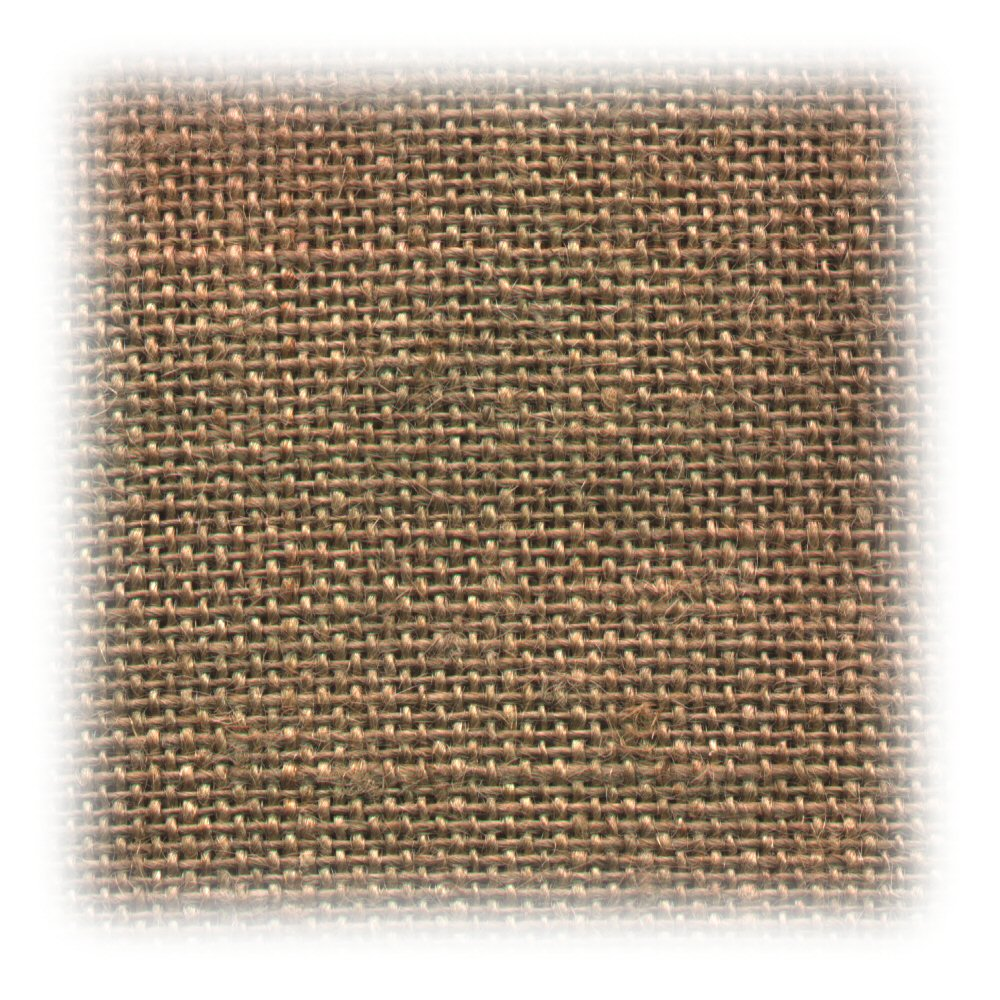
Tkanina wykonana z juty
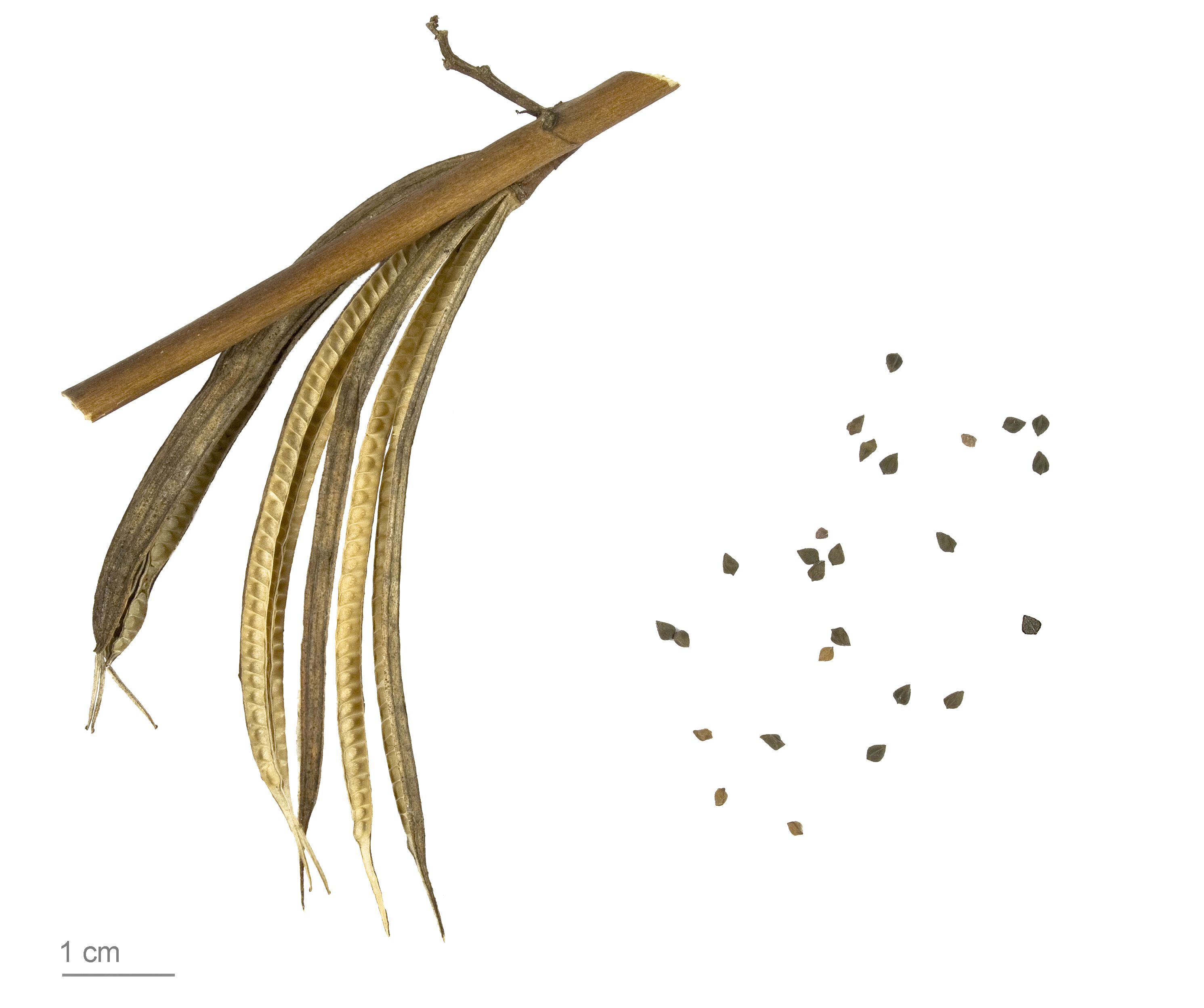
Owoc i nasiona
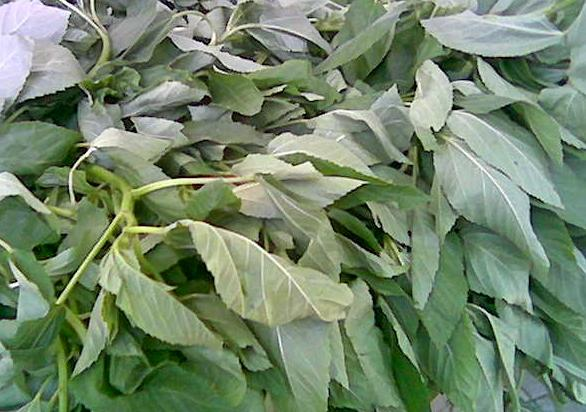
Młode pędy spożywane jako warzywo

## Zastosowanie
- Roślina włóknista – dostarczająca włókien przędnych. Wyrabia się z nich tkaniny opatrunkowe i tapicerskie, linoleum oraz jako domieszkę do innych włókien[3]. Uprawia się ją w krajach o klimacie gorącym i wilgotnym.
- Młode pędy są spożywane jako warzywo[3].
- Roślina lecznicza. Nasiona zawierają glikozydy korchozyd i olitorozyd. Korchozyd stosuje się w niewydolności sercowo-naczyniowej, arytmii i w reumatycznych wadach serca. Olitorozyd stosuje się w ostrej i przewlekłej niewydolności sercowo-naczyniowej i w stwardnieniu włóknistym.